# Friedrich August von Hayek
Friedrich August von Hayek (Viena, Imperi Austrohongarès, 8 de maig de 1899 - Friburg de Brisgòvia, Alemanya, 23 de març de 1992) fou un economista austríac guardonat amb el Premi del Banc de Suècia de Ciències Econòmiques en memòria d'Alfred Nobel l'any 1974. Rebé la condecoració de l'Orde dels Companys d'Honor. Ha sigut un dels grans economistes del segle xx, és considerat un dels pares del neoliberalisme. La seva obra, que comprèn uns 130 articles i 25 llibres no es limita tan sols a la ciència econòmica, sinó que tracta des de filosofia política fins a l'antropologia legal o la història, i en general tot el referent a les ciències socials.
La seva popularitat actual ha anat creixent en particular d'ençà de l'esfondrament del règim comunista, del qual ja als anys trenta havia previst la seva inevitable degradació per raons econòmiques bàsiques. També s'oposa al paradigma neoclàssic, el que defineix fins i tot avui el "mainstream". És contrari també als economistes liberals partidaris de la Teoria de l'Equilibri General (TEG) com Debreu. Defensà la tesi segons la qual un càlcul planificador era impossible sense mercat (que assigni els preus) i que un sistema econòmic que no es fonamenti en el mercat lliure i en la lliure concurrència mai no serà òptim des del punt de vista de la distribució de recursos.
A Hayek, com a economista, se l'inclou dins del corrent liberal o neoliberal i se'l considera membre de l'escola de pensament coneguda com a Escola Austríaca.

## Biografia
Friedrich Hayek va néixer en una família d'intel·lectuals de la ciutat de Viena, aleshores capital de l'Imperi Austrohongarès i que avui en dia és capital d'Àustria. Va ser reclutat per anar a la Primera Guerra Mundial i en tornar va començar els estudis de ciències jurídiques i socials a la Universitat de Viena. Les influències que havia tingut de la seva família eren més en el camp de les ciències naturals, però sembla que fou l'experiència de la guerra el que el feu interessar més per les ciències socials. Els anys 1921 i 1923 es doctorà en lleis i en política econòmica.
Durant aquells anys, Hayek, com la majoria dels seus companys, era un socialista fabià que creia en la intervenció de l'estat per tal de millorar l'ordre social i no li agradaven les posicions antisocialistes i liberals del seu professor Ludwig von Mises, destacat economista de l'Escola Austríaca. Però precisament va ser la lectura d'un llibre de von Mises, "El socialisme", on feia una devastadora crítica a aquesta doctrina el que el feu canviar de posició i el convertí en deixeble seu. Durant cinc anys treballà sota la seva direcció en una oficina del govern i el 1927 es convertí en director de l'Institut per l'Anàlisi del Cicle Econòmic, creat per ells dos.
El 1931, gràcies a Lionel Robbins, també alumne de von Mises, marxà a Londres on ocupà una càtedra a la London School of Economics. Durant els seus anys a Londres agafà una gran notorietat i fama en l'àmbit acadèmic, tant per les seves publicacions i estudis, com per la seva rivalitat amb Keynes i bel·ligerància en contra de les seves idees. Durant els anys trenta, però, foren les idees de Keynes les que s'imposaren i també després de la Segona Guerra Mundial triomfaren governs socialdemòcrates o socialistes, amb el que Hayek perdé rellevància i molta de la fama que havia guanyat de jove. El seu enfrontament començà quan Hayek va fer un escrit desfavorable al llibre de Keynes "Tractat sobre el diner" i Keynes el va replicar. Després, Keynes va prendre la iniciativa i va demanar a Piero Sraffa que fes un informe crític de l'obra "Preus i producció" de Hayek, que aquest va replicar. Això va fer que tots els més importants economistes del moment prenguessin partit per una de les parts. La controvèrsia acabà el 1936 amb la publicació de la Teoria general de Keynes, que el donà guanyador, almenys momentàniament, i va fer que les seves tesis fossin les que es van imposar.
Després d'això, va deixar les qüestions tècniques de l'economia per dedicar-se a temes més filosòfics o socials. També creà societats per tal de difondre les seves idees i oposar-se al socialisme, com la Mont Pelerin Society, el 1947.
L'any 1949 es divorcià de la seva esposa per casar-se amb un antic amor de joventut, cosa que feu que els seus amics anglesos, com Robbins, l'abandonessin, encara que anys més tard es reconciliarien. Aquest fet el decidí a anar-se'n als Estats Units a la Universitat de Chicago, on no tingué gaire bona acollida per les grans diferències metodològiques amb l'Escola Austríaca de la qual provenia. Durant aquests anys, començà a tenir problemes de salut, sordesa i també depressions que l'allunyaren de la vida pública.
El 1962 tornà a Europa, a la Universitat de Friburg, on s'estaria fins que el 1968 retornà a la seva Àustria natal, a la Universitat de Salzburg fins que es retirà el 1977. El 1974 rebé el Premi Nobel d'Economia, compartit amb Gunnar Myrdal, pels seus treballs en el camp de la teoria monetària i les fluctuacions econòmiques i les anàlisis de la interdependència de l'economia, la societat i les institucions. Curiosament, a partir de llavors la seva salut millorà i comença una gran activitat que el portà a viatjar per tot el món exposant les seves idees.
Va morir el 23 de març de 1992 a la seva residència de Friburg de Brisgòvia, població situada a l'estat alemany de Baden-Württemberg.

## Aportacions rellevants

### Teories sobre el cicle econòmic
Les contribucions de Hayek sobre els cicles econòmics es consideren la seva contribució més important a l'economia, i les va fer durant la seva joventut. Va agafar les bases de la seva teoria de l'obra "Teoria del diner i el crèdit" de Mises i va fer la seva pròpia interpretació del cicle econòmic, que va ser coneguda com a "Teoria austríaca del cicle econòmic". Podem considerar com a obres més importants d'aquesta etapa "Preus i producció" del 1931 que era un recull de les conferències que havia fet a la London School of Economics, "Beneficis, interès i inversió" de 1939 i "Teoria pura del capital" de 1941.
Hayek explica l'origen del cicle econòmic a partir del crèdit concedit pel banc central i els tipus d'interès artificialment baixos. L'expansió del crèdit a causa dels baixos interessos fa que els empresaris inverteixin en projectes molt arriscats i en què mai haguessin invertit amb uns tipus més alts, i provoquen una mala coordinació entre producció i consum i inflació. Primer hi ha una gran expansió, però després una gran recessió fins que es torna a ajustar l'economia. El procés seria el següent: l'alça de preus resultant d'una expansió condueix a la caiguda dels salaris reals, que indueix a la substitució de màquines per mà d'obra i una reducció general dels períodes de producció, i en conseqüència els tipus d'interès pugen, cau la inversió i l'economia pateix un daltabaix; a la inversa, en una depressió l'alça dels salaris reals reactiva la inversió i la mà d'obra és reemplaçada per maquinària i els períodes de producció s'allarguen. Segons aquest argument, un nivell de consum a l'alça a partir d'un cert punt redueix la inversió més que no pas l'augmenta, i viceversa pel que fa a un nivell de consum a la baixa.

### Impossibilitat del socialisme per falta de preus de mercat
El formulador de la idea que el socialisme no és possible per la inexistència de preus de mercat va ser Mises en un article de 1920 i que després va ampliar el 1922 amb el llibre "El socialisme, una anàlisi econòmica i sociològica", llibre que va causar una forta impressió en un Hayek encara estudiant. Hayek des d'un principi va posar molt d'interès en aquest tema i va desenvolupar els arguments de Mises en diversos articles durant els anys trenta. Aquests articles foren reunits en un llibre publicat l'any 1935 i titulat "Planificació econòmica col·lectivista: estudis crítics sobre les possibilitats del socialisme". També podem destacar "L'ús del coneixement en la societat" de 1945 i "Individualisme i ordre econòmic", recull d'assaigs publicat el 1948.
Els arguments de les seves teories són que els objectius del socialisme són substituir el lliure mercat per una economia planificada. Aquest tipus d'economia necessita una institució que elabori un pla central que determini tot el que s'ha de produir, institució a la qual Hayek anomenà Junta Central de Planificació. Aquesta junta hauria de tenir amplis poders per intervenir en assumptes econòmics. El problema, però, seria que quan aquesta junta anés a elaborar el pla de producció es trobaria que no té cap guia o referència que li indiqués quines possibilitats de producció són econòmicament factibles, ja que no existirien preus de mercat i sense aquests preus no hi ha cap guia ni manera de saber el que s'ha de produir. Segons Hayek, els preus de mercat són els transmissors de tot un seguit d'informacions econòmiques disperses i servirien per compartir i sincronitzar tot un seguit de coneixements personals, per tant, intentar manipular el mercat porta a un problema de falta d'informació. Un intercanvi i ús eficient dels recursos només s'aconseguiria a través del mecanisme de preus. Llavors, aquesta economia planificada, produiria allò que aleatòriament decideixi la junta central, sense que això hagi de coincidir necessàriament amb la demanda de la població ni amb criteris d'eficiència, ja que seria impossible tenir en compte totes les preferències de la societat. Segons Hayek, aquest era el taló d'Aquil·les del socialisme.

### Contradicció entre economia planificada i llibertat individual que porta cap a un règim totalitari
Hayek, no només pensava que el socialisme era inviable per la falta de preus de mercat, sinó que, a més, en un pla més filosòfic i polític, era incompatible amb la llibertat individual, i que aquest sistema, necessàriament, portava a l'establiment d'un règim totalitari, ja que els que arribarien al poder serien sempre els pitjors elements de la societat. Aquestes crítiques no anaven dirigides només cap als sistemes d'economia planificada, sinó en general cap a qualsevol intervenció de l'estat en l'economia, que per ell significava un socialisme progressiu. Hayek va desenvolupar aquests arguments en Camí de servitud, llibre publicat el 1944 que el va fer molt popular i que s'ha convertit en un clàssic. També podríem destacar d'aquest camp, La constitució de la llibertat, de 1960, considerada una de les seves obres mestres.
Hayek argumentava que sense propietat privada, es crea una dependència tan gran de l'estat que ens converteix pràcticament en esclaus. L'estat hauria de tenir tants poders que necessàriament hauria de repercutir en la societat. En una societat planificada, hi ha d'haver algú que exerceixi el poder, que controli l'estat. Per imposar uns objectius comuns a una societat, encara que es vulgui fer de manera benintencionada, creient fer el bé per la societat, és necessari imposar aquests objectius a les persones que no hi estaran d'acord. Per a imposar-ho, s'haurà de coaccionar i prendre mesures repressives en cas que no acceptin l'autoritat central; per tant, el dirigent es veurà obligat a prendre decisions "desagradables" com l'empresonament o l'assassinat. Llavors, els que arribarien al poder serien els que estiguessin disposats a prendre aquestes mesures, i aquests serien assassins i criminals i a partir d'aquí aquestes persones utilitzarien el poder pel seu benefici personal.

### Ordre espontani del mercat, la llei i la moral
Segons Hayek, les institucions de la societat, com ara les lleis, els mercats o el govern, però fins i tot el sistema de preus o el llenguatge, no eren un invent o disseny humà per respondre a unes determinades necessitats, sinó que era fruit d'un ordre espontani que considerava un resultat de l'acció humana però no del seu disseny. Així, l'ésser humà, en un procés d'assaig i error ha vist com certes accions fetes de forma inconscient li servien per a certa finalitat. Les accions que serveixen d'alguna cosa perduren i la seva combinació també espontània acaba donant lloc a institucions humanes, que apareixen sense que l'home s'hagi plantejat deliberadament la seva creació. És per això que defensava que no hi havia d'haver interferències en l'acció individual espontània i considerava que la idea del racionalisme d'intentar dissenyar conscientment el món era una amenaça per a la civilització, ja que aquesta precisament havia nascut a partir de l'ordre espontani.
Sobre aquest tema, podríem destacar els llibres L'ordre sensorial de 1952, llibre psicològic, en què defensa que la ment humana, igual que el mercat o la societat eren fenòmens tan complexos que no es poden explicar o predir el seu funcionament; Dret, legislació i llibertat, que va aparèixer en tres volums el 1973, 1936 i 1979, en què tracta sobre l'aparició espontània de les normes legals i morals, i La fatal arrogància de 1988, en què atribueix el naixement de la civilització a la propietat privada.

### Defensa de les dictadures
Hayek defensa en nombroses ocasions dictadures de dretes que mantinguessin polítiques econòmiques com les que ell defensava. Així, destacà en la defensa de la dictadura de Pinochet a Xile en nombrosos escrits i entrevistes. Segons el seu pensament, la democràcia "no era un fi en si mateix", sinó que és un mètode polític per a institucionalitzar i consolidar un ordre econòmic i social existent. En referència a Xile, Hayek expressà que "la restauració de la llibertat econòmica sense llibertat política dona uns resultats absolutament fantàstics". Al llarg dels anys 1980, Hayek feu nombroses visites a Xile per donar suport al règim de Pinochet i encarregà a Milton Friedman el disseny de la política econòmica de xoc de caràcter neoliberal que la dictadura aplicaria al país fins a l'any 1989. Les idees de Hayek foren àmpliament difoses pels mitjans afins a les dictadures llatinoamericanes. Hayek defensà que la societat havia de ser governada per una elit oligàrquica de tecnòcrates estretament lligats als interessos empresarials, completament al marge de la democràcia, quan aquesta no servia als fins desitjats.

## Obres destacades
- 1929: Monetary Theory and the Trade Cycle
- 1931: Prices and Production
- 1939: Profits, Interest and Investment: And other essays on the theory of industrial fluctuations
- 1941: The Pure Theory of Capital
- 1944: The Road to Serfdom, traducció catalana a Edicions Proa: Camí de servitud.
- 1960: The Constitution of Liberty
- 1967: Studies in Philosophy, Politics and Economics
- 1989: The Fatal Conceit